# 香港島專線小巴39M線
香港島專線小巴39M線主要是方便漁安苑居民往銅鑼灣而開設的路線，是一條直達漁安苑的專線小巴路線。其區間線為39C線，是為方便漁安苑居民到香港仔而開辦之專線小巴線。而39S線則為39C線支線，是香港一條來往香港仔至利東邨、深灣軒的小巴路線，本路線的主要功用就是接載深灣軒居民到香港仔和輔助39C線。

## 歷史
39M
- 1991年10月27日：路線開設。[1][2]
- 1999年6月7日：由於本路線於非繁忙時間客量欠佳，本路線增設往來香港仔的39C短途線，而本線於平日非繁忙時間由每10分鐘調整至每15分鐘一班車。
- 2003年10月5日：路線改經興發街、維園道、告士打道及波斯富街。
- 2005年1月9日：因69線分拆成69及69X線，增設由69X轉乘本線（或相反）之八達通轉乘優惠。
- 2009年7月4日：推出與56線轉乘本線（或相反）之八達通轉乘優惠，為期半年（至同年12月31日止）。
- 2011年12月12日﹕調整收費，全程收費由$7調整至$7.5，而黃竹坑前往銅鑼灣（天后）的分段收費由$4.5調整至$4.9，另取消由漁安苑往天后的$6優惠收費及告士打道／波斯富街往漁安苑的分段收費。
- 2012年7月1日﹕新增由波斯富街往漁安苑的$7分段收費。
- 2013年4月28日﹕調整收費，全程收費由$7.5調整至$8，而部份分段收費由$2-$7調整至$2.3-$7.5不等，另新增由香港仔隧道收費廣場往天后的$4.3分段收費，而利東邨往漁安苑由免費改為收費($1.5)。
- 2013年6月9日：因應部分漁安苑居民投訴利東邨前往漁安苑的分段收費過高（$1.5），故調低該分段收費至$1，持有效進智公交長者優惠咭的長者則免費。
- 2015年5月24日：本線往漁安苑方向更改行車路線，並調整分段收費。
- 2015年7月12日﹕調整收費，全程收費由$8調整至$8.6，而部份分段收費由$2.3-$5.3調整至$2.7-$5.7不等。
- 2018年3月25日﹕由於港鐵南港島綫通車引致客量下跌，本線削減3部用車，班次由8-15分鐘一班調整至12-30分鐘一班。
- 2020年3月25日起﹕由於2019冠狀病毒病疫情令此線客量下跌，本線調整服務時間。天后站的服務時間為0600-1000，漁安苑的服務時間為0600-0930，每三十分鐘一班[3][4]，於同年6月8日改為永久實施。[5][6]

39C
- 1999年6月7日：39C線開辦，當時為39M線的區間線。
- 2007年1月8日：本路線的輔助路線39S線開辦。
- 2008年8月24日：調整收費，連同39S線收費由$2.5調整至$2.8。
- 2011年2月27日：推出與4A，4B，4C往返石排灣，以及4S，51，51S，52，58，58A，59A，63，63A，69轉乘本線（或相反）之八達通轉乘優惠。
- 2011年12月12日：調整收費，連同39S線收費由$2.8調整至$3。
- 2013年4月28日：調整收費，連同39S線收費由$3調整至$3.2，而利東邨往漁安苑由免費改為收費($1.5)。
- 2013年6月9日：因應部分漁安苑居民投訴利東邨前往漁安苑的分段收費過高（$1.5），故調低該分段收費至$1，持有效進智公交長者優惠咭的長者則免費。
- 2015年7月12日：調整收費，連同39S線收費由$3.2調整至$3.5。

39S
- 2007年1月8日：39S線開辦，為39C線的輔助線。
- 2008年8月24日：調整收費，連同39C線收費由$2.5調整至$2.8。
- 2011年2月27日：推出與4A，4B，4C往返石排灣，以及4S，51，51S，52，58，58A，59A，63，63A，69轉乘本線（或相反）之八達通轉乘優惠。
- 2011年12月12日：調整收費，連同39C線收費由$2.8調整至$3。
- 2013年4月28日：調整收費，連同39C線收費由$3調整至$3.2。
- 2015年4月30日：來回程不經深灣軒，服務時間由1000-1600延長至0700-1900
- 2015年7月12日：調整收費，連同39C線收費由$3.2調整至$3.5。
- 2021年1月18日：路線取消，由39C線加強服務取代。

## 途經地點

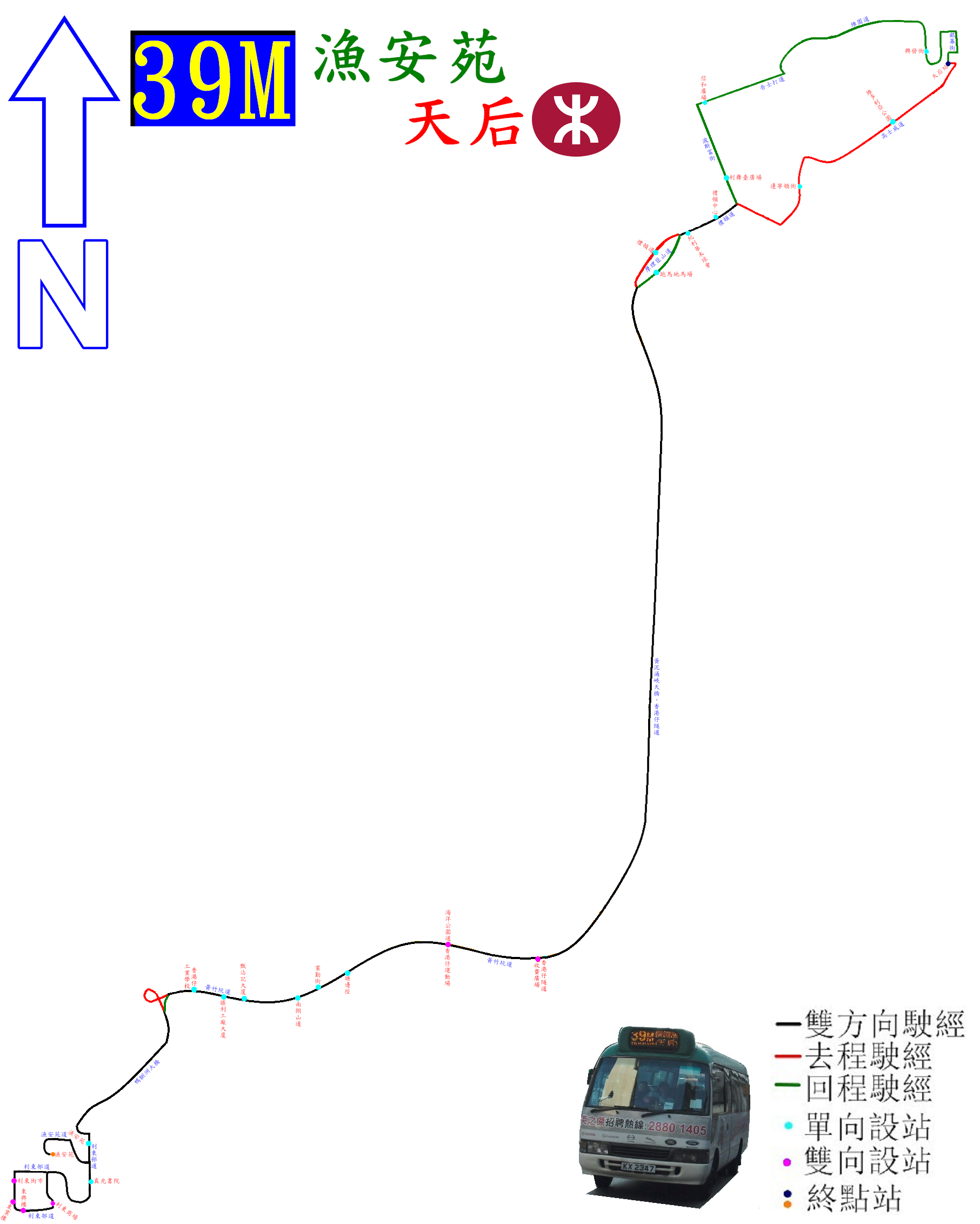
香港島專線小巴39M線的走線圖

39M
- 利東邨、深灣軒
- 黃竹坑道
- 香港仔隧道
- 黃泥涌道、摩利臣山道、時代廣場
- 禮頓道、怡和街、維多利亞公園
- 英皇道、波斯富街
- 摩利臣山道、快活谷馬場

39C
- 香港仔大道、逸港居
- 利東邨道、利東邨、利東商場、深灣軒

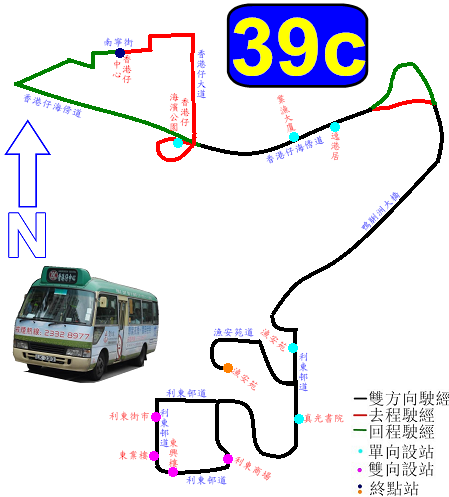
香港島專線小巴39C線的走線圖

39S
- 南寧街、香港仔大道、逸港居
- 深灣軒

## 車資
39M
| 由漁安苑開出 | 由漁安苑開出 | 由漁安苑開出       | 由漁安苑開出       | 由漁安苑開出       |
| ------------ | ------------ | ------------------ | ------------------ | ------------------ |
| 漁安苑       |              |                    |                    |                    |
| $8.6         | 黃竹坑道     | 黃竹坑道           | 黃竹坑道           | 黃竹坑道           |
| $8.6         | $5.7         | 香港仔隧道收費廣場 | 香港仔隧道收費廣場 | 香港仔隧道收費廣場 |
| $8.6         | $5.7         | $4.8               | 禮頓道             | 禮頓道             |
| $8.6         | $5.7         | $4.8               | $2.7               | 天后站             |

| 由天后站開出 | 由天后站開出 | 由天后站開出       | 由天后站開出       | 由天后站開出       |
| ------------ | ------------ | ------------------ | ------------------ | ------------------ |
| 天后站       |              |                    |                    |                    |
| $8.6         | 鵬利中心     | 鵬利中心           | 鵬利中心           | 鵬利中心           |
| $8.6         | $7.8         | 香港仔隧道收費廣場 | 香港仔隧道收費廣場 | 香港仔隧道收費廣場 |
| $8.6         | $7.8         | $2.7               | 利東邨             | 利東邨             |
| $8.6         | $7.8         | $2.7               | $1.5               | 漁安苑             |

| - 本線大小同價。 - 65歲或以上長者使用長者或個人八達通（包括「樂悠咭」），合資格殘疾人士（包括12歲以下合資格殘疾兒童），以及60至64歲香港居民使用「樂悠咭」使用「殘疾人士身份」個人八達通繳付車資，均可享有每程$2.0或全費（以較低者為準）的票價優惠。 - 乘客可以現金或八達通於上車時付款，不設找續。 - 每位成人乘客可免費攜帶最多兩名3歲以下而不佔座位的兒童乘客乘車，超額之3歲以下小童必須繳付車費乘車。 - 乘客若繳付分段收費，請按八達通機上的「分段」按鍵，並調校至所合適的收費才拍卡。 |

39C
| 由漁安苑開出 | 由漁安苑開出 |
| ------------ | ------------ |
| 漁安苑       |              |
| $3.5         | 香港仔       |

| 由香港仔開出 | 由香港仔開出 | 由香港仔開出 |
| ------------ | ------------ | ------------ |
| 香港仔       |              |              |
| $3.5         | 利東邨       | 利東邨       |
| $3.5         | $1.5         | 漁安苑       |

| - 本線大小同價。 - 65歲或以上長者使用長者或個人八達通（包括「樂悠咭」），合資格殘疾人士（包括12歲以下合資格殘疾兒童），以及60至64歲香港居民使用「樂悠咭」使用「殘疾人士身份」個人八達通繳付車資，均可享有每程$2.0或全費（以較低者為準）的票價優惠。 - 乘客可以現金或八達通於上車時付款，不設找續。 - 每位成人乘客可免費攜帶最多兩名3歲以下而不佔座位的兒童乘客乘車，超額之3歲以下小童必須繳付車費乘車。 - 乘客若繳付分段收費，請按八達通機上的「分段」按鍵，並調校至所合適的收費才拍卡。 |

### 八達通轉乘優惠
39M
- 39M←→69X：由本路線往漁安苑方向於上車後1小時內轉乘69X往數碼港方向，或由乘搭69X往銅鑼灣方向轉乘本路線往天后站方向，車費合共$11。
- 39M←→56：由本路線往天后站方向於上車後1小時內轉乘上述路線往北角方向，或由上述路線轉乘本路線往漁安苑方向，次程車費減收$1。

39C
- 39C←→4A、4B、4C、5、35M來往銅鑼灣/灣仔或路線59來往西環，次程車費減收$1。
- 39C←→ 4A，4B，4C往返石排灣，4S，51，51S，58，58A，59A，63，63A，69：由本路線上車後1小時內轉乘上述路線往南區各屋苑、西環、瑪麗醫院或鰂魚涌方向，或由上述路線往香港仔方向轉乘本路線往漁安苑方向，次程車費減收$1，但4A、4B及4C線只適用於$2.2或以下之分段收費。
- 39C←→ 52：由本路線上車後1小時內轉乘上述路線往赤柱方向，或由上述路線往石排灣方向轉乘本路線往漁安苑方向，次程車費減收$1。

39S
- 39S←→4A、4B、4C、5、35M來往銅鑼灣/灣仔或路線59來往西環，次程車費減收$1。
- 39S←→ 4A，4B，4C往返石排灣，4S，51，51S，58，58A，59A，63，63A，69：由本路線上車後1小時內轉乘上述路線往南區各屋苑、西環、瑪麗醫院或鰂魚涌方向，或由上述路線往香港仔方向轉乘本路線往利東邨方向，次程車費減收$1，但4A、4B及4C線只適用於$2.2或以下之分段收費。
- 39S←→ 52：由本路線上車後1小時內轉乘上述路線往赤柱方向，或由上述路線往石排灣方向轉乘本路線往利東邨方向，次程車費減收$1。

### 特別優惠
39M線的全程收費原為$7，於2006年小巴公司推出優惠，由漁安苑往天后方向的收費調整至$6。此優惠原定在數個月後完結，但由於小巴公司表示優惠大受歡迎，而把優惠期推遲數個月，直至約2008年更改為早上10:00後由漁安苑開出才長期提供優惠收費$6。2011年12月12日，小巴公司調整本線收費，優惠同時取消。

## 班次問題
在非繁忙時間39M的班次十分疏落，亦經常脫班，很多漁安苑居民也十分不滿，但在晚上卻有大量由39C、40、45A、52、58、58A、59、59A線調派的車輛在這條路線服務。
由其他路線調動至39M的部份車輛

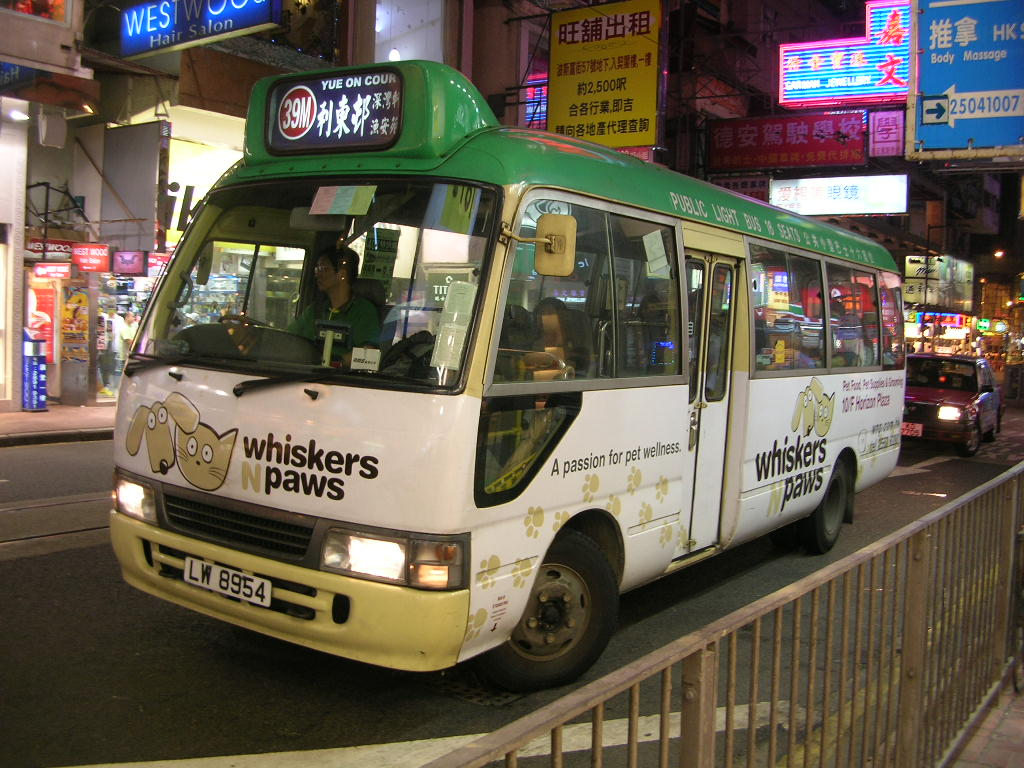
LW8954（原40線）
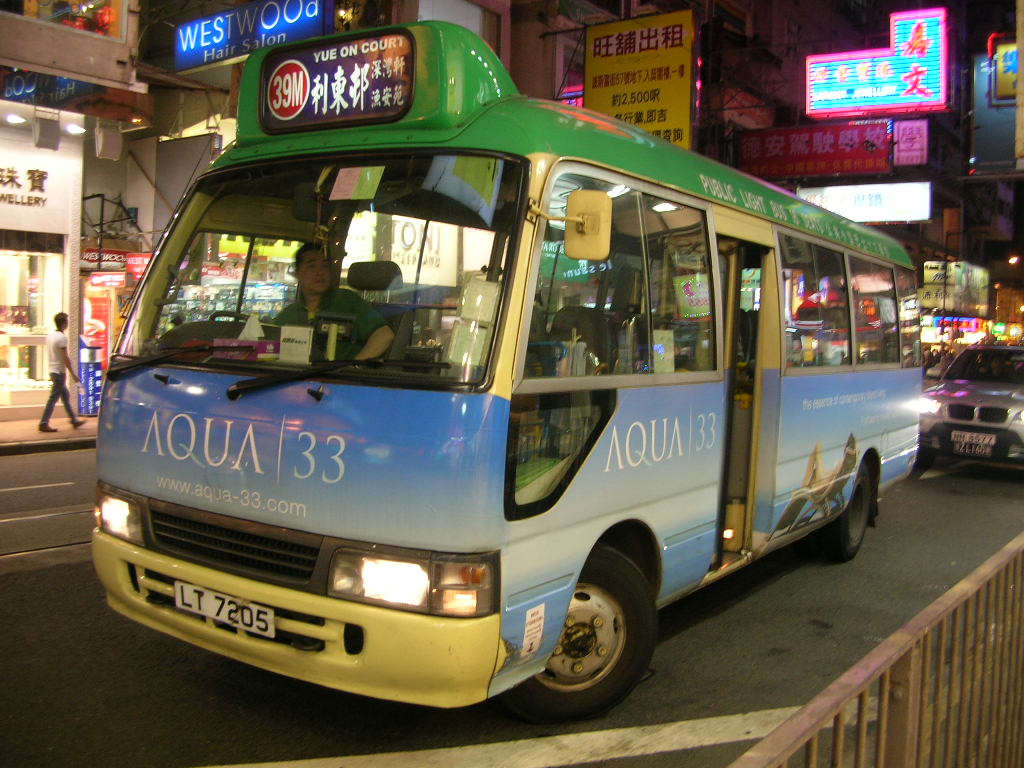
LT7205（原45A線）
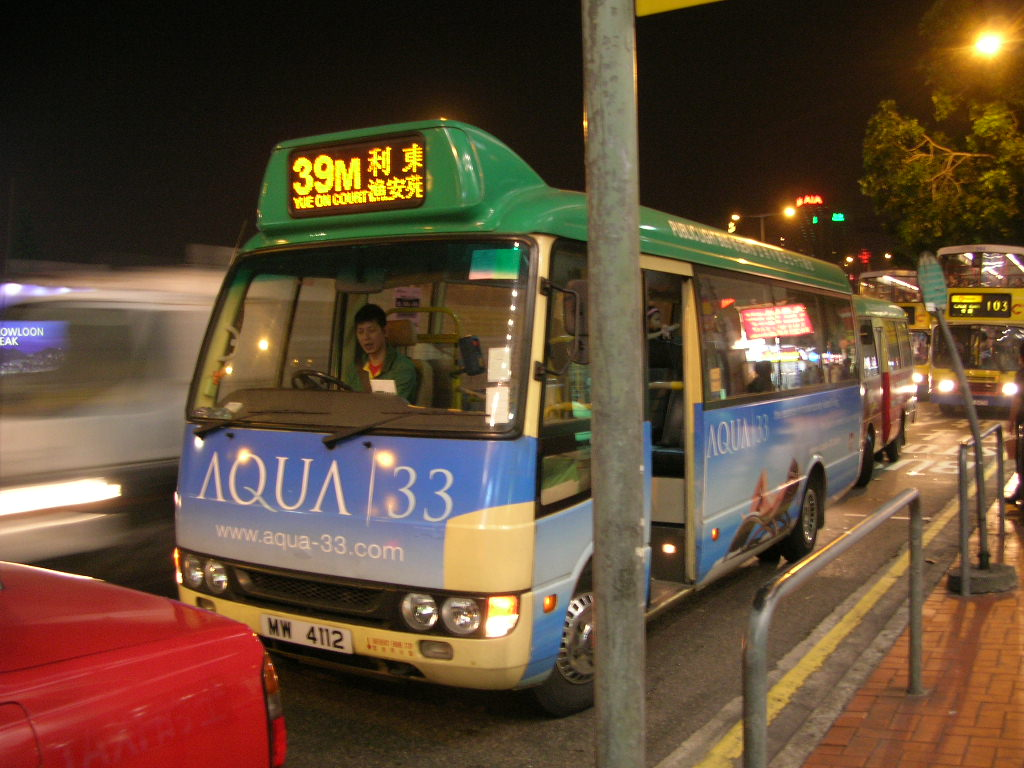
MW4112（原45A線）
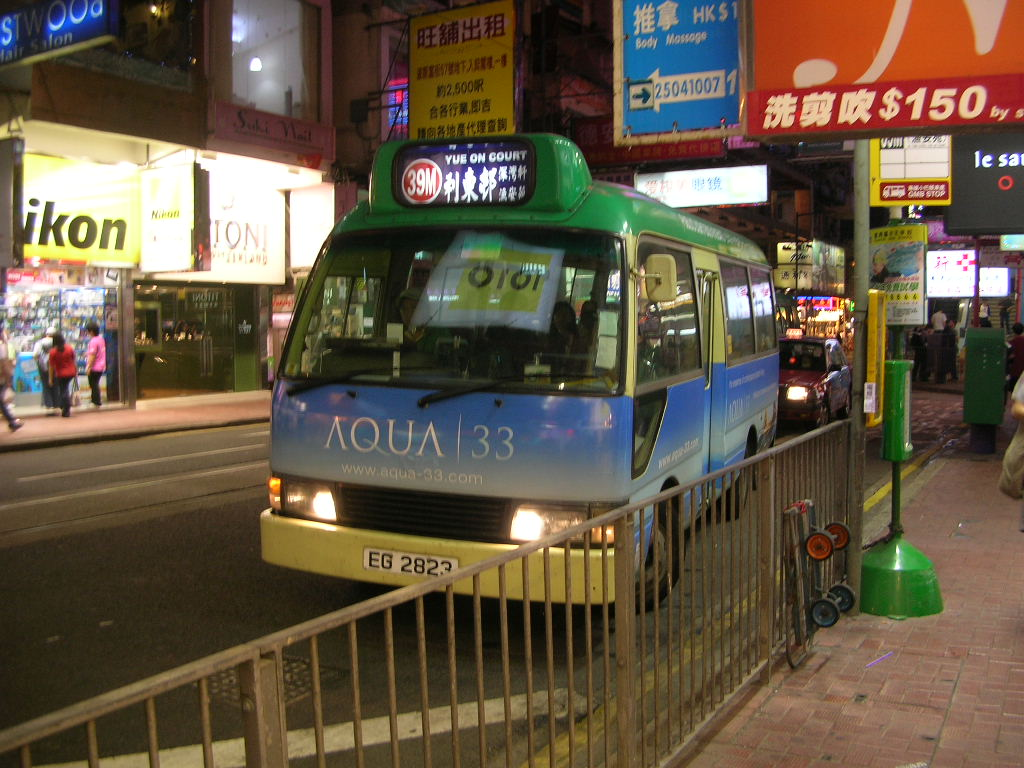
EG2823（原45A線）
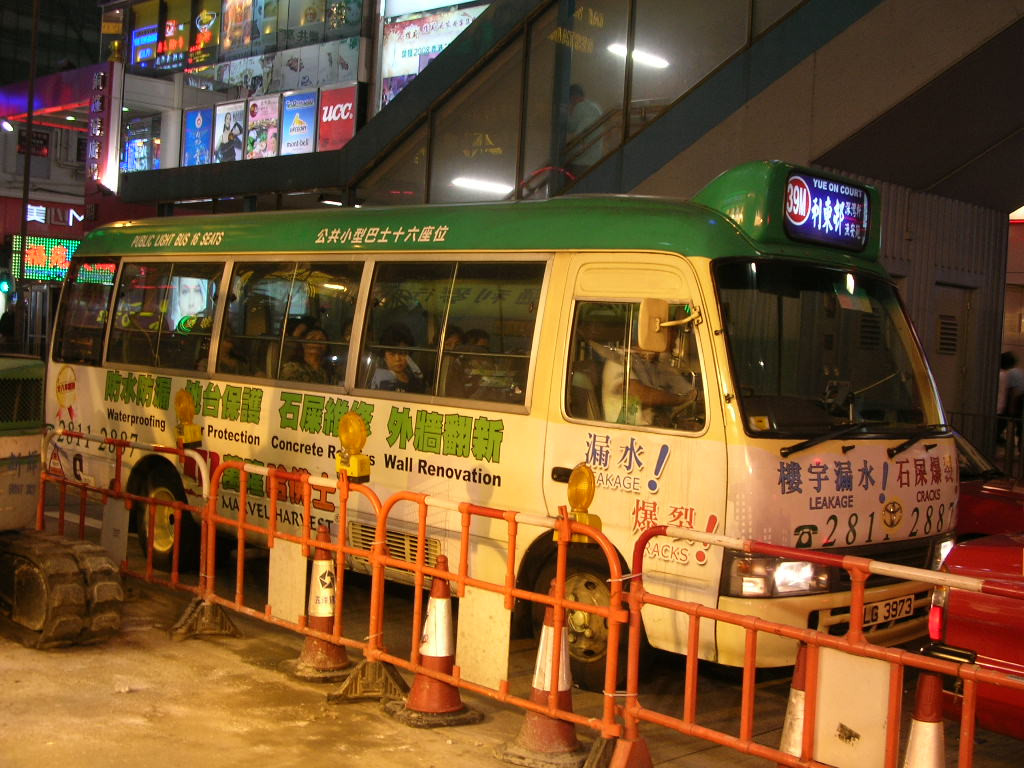
LG3973（原40線）
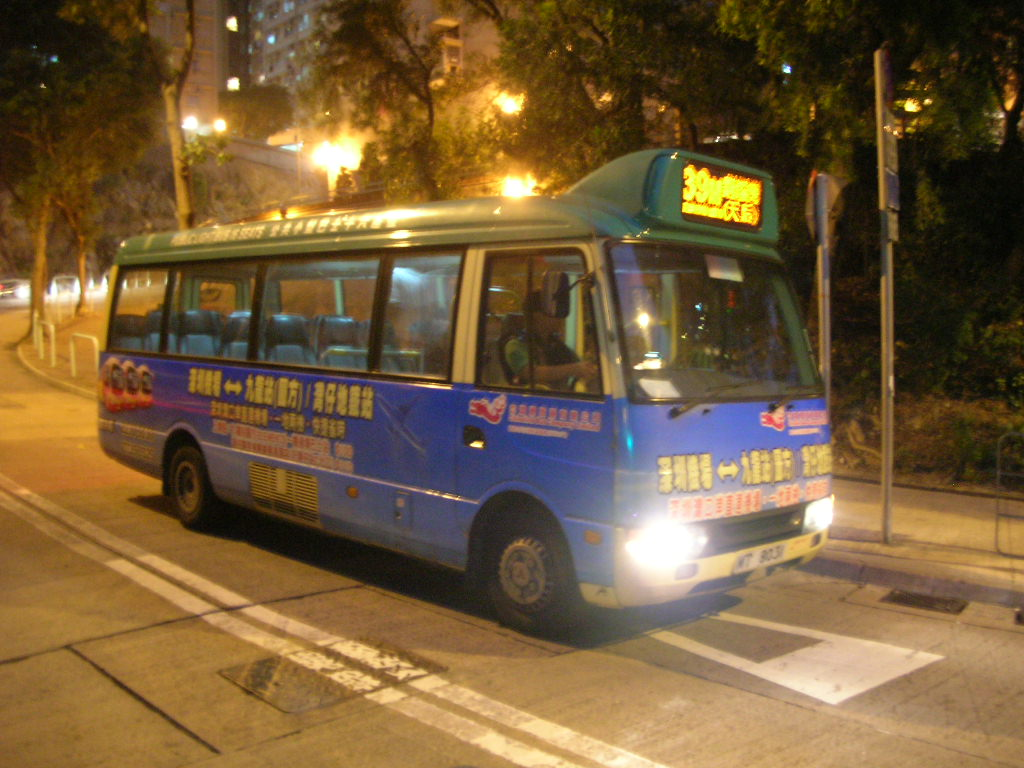
MT8031（原40線）
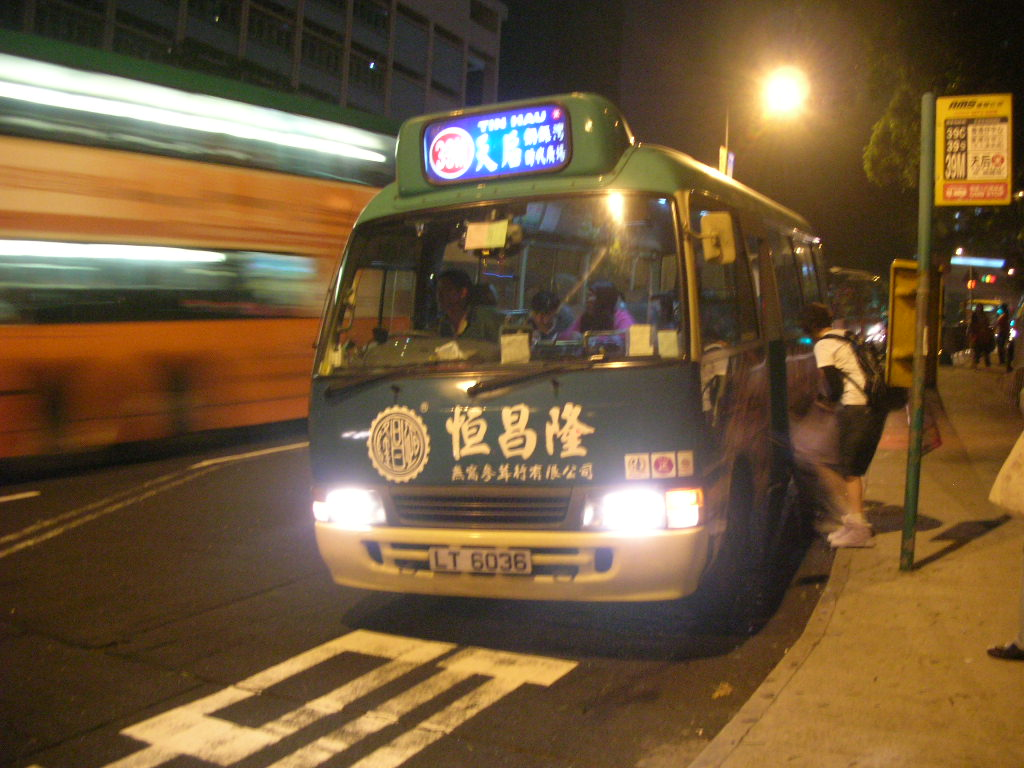
LT6036（原45A線）
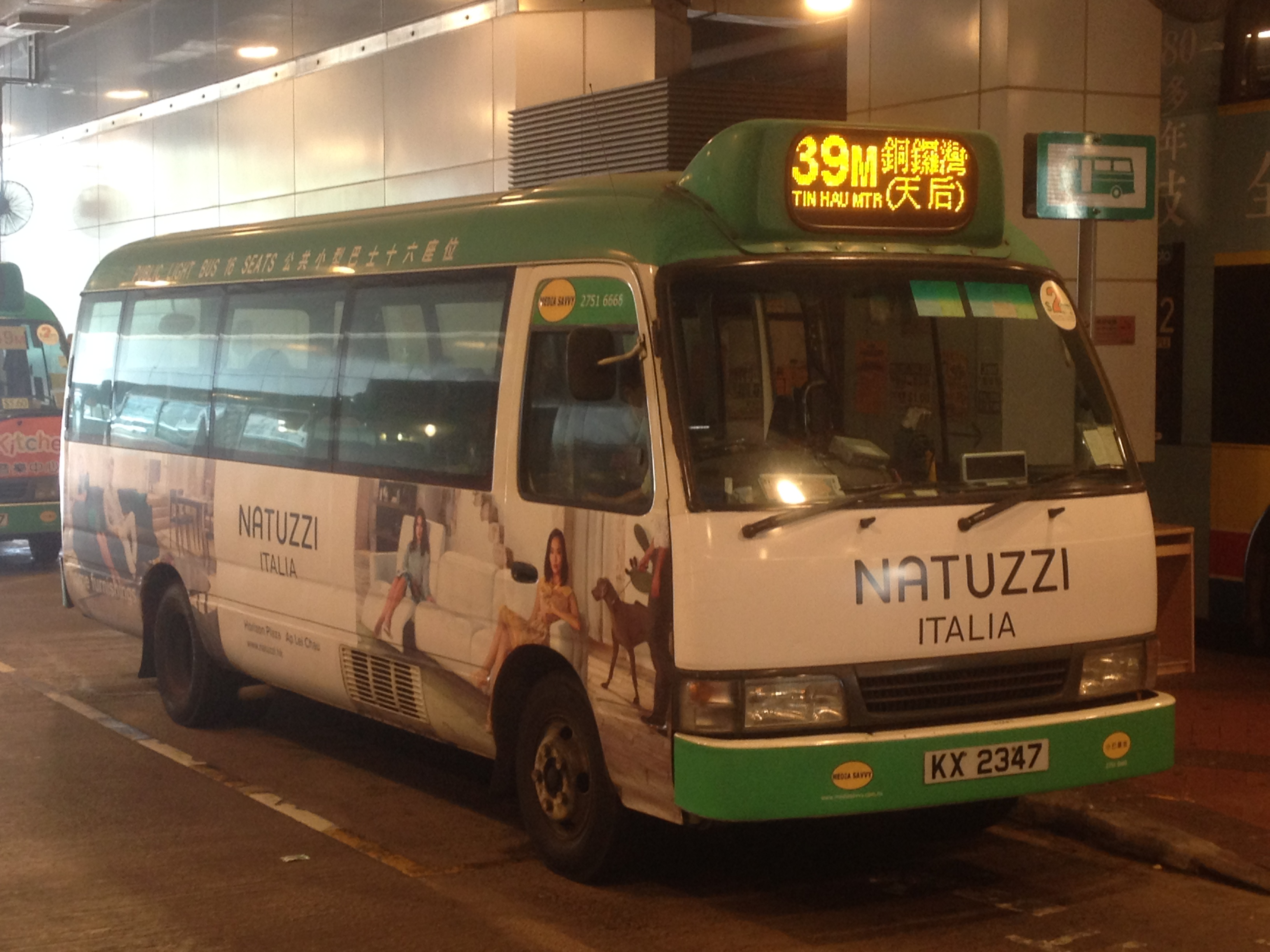
KX2347（原40線）

## 客流量
39M線
據觀察，此路線大多於城巴99線開車前數分鐘開出，目的是吸納該線乘客轉投。惟實際上效果一般，加上此線收費昂貴，目前只擔當「執雞」角色，客量欠佳，最終改為平日上午才提供服務。
39C線
由於98線不能直接到達漁安苑、利東邨東安樓、東業樓等地，所以本線有一定的客量支持。
39S線
由於98線不能直接到達利東邨東安樓、東業樓等地，所以本線有一定的客量支持，但由於缺少前往漁安苑的乘客，所以本路線的客量比39C線少，最終該線被取消。

## 新路線
- 隨著深灣軒入伙後39C的需求增加，所以小巴公司需開設新路線以應付人流。在2007年1月8日，小巴公司開設39S線。

## 備註
在2015年3月底前，每日早上至黃昏時段，52線旗下16部車之中，其中一部會調動至39C線；後來因應長者及合資格殘疾人士公共交通票價優惠計劃（$2優惠計劃）實施，按運輸署要求而取消此安排。

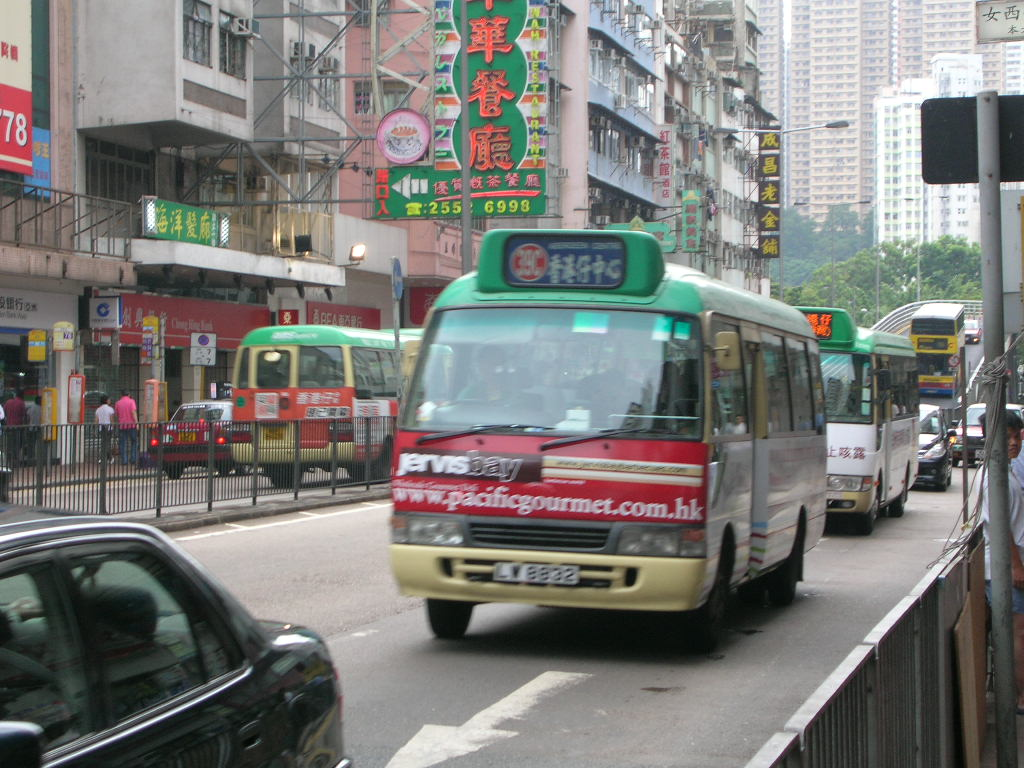
每日早上至黃昏時段，52線旗下16部車之中，其中一部會調動至39M線，車牌LW8832是其中之一。

## 用車
- 39S線開辦時採用一輛豐田小巴（車牌為HW8802），後期改以一輛三菱小巴（車牌為MT6977）行走，2019年再改以一輛豐田小巴（車牌為NC8557）行走，此車不能行走本線的時候便會在其他路線抽調車輛行走。後來在2019年左右不再派車行走本線，直至2021年1月18日取消。